# Passeromyia veitchi
Passeromyia veitchi är en tvåvingeart som beskrevs av Mario Bezzi 1928. Passeromyia veitchi ingår i släktet Passeromyia och familjen husflugor.
Artens utbredningsområde är Fiji. Inga underarter finns listade i Catalogue of Life.